# Ambassade de Guinée au Japon
Ambassade de Guinée au Japon (駐日ギニア大使館en japonais, anglais : Embassy of Guinea in Japan) est la mission diplomatique de la Guinée au Japon.
L'ambassade est basé dans la capitale Tokyo. Moussa Fanta Camara est le chargé des affaires de l'ambassade.

## Histoire
La Guinée est devenue indépendante de la France le 2 octobre 1958. Le 14 novembre de la même année, le Japon a approuvé la Guinée et a établi des relations diplomatiques. L'ambassade a été ouverte en décembre 1972.

## Emplacement
- Adresse : 12-9 Hachiyama-cho, Shibuya-ku, Tokyo 150-0035
- Accès : sortie avant de la gare de Daikanyama de la ligne Tokyu Toyoko

## Ambassadeurs successifs
| N° | Nom et prénoms        | Titre de fonction   | Debut           | Fin             |
| -- | --------------------- | ------------------- | --------------- | --------------- |
| 1  | Mohammed Lamine Touré |                     |                 |                 |
| 2  | Sankun Shira          |                     | 24 mai 2013     |                 |
| 3  | Moussa Fanta Camara   | chargé des affaires | février 2022    | 11 octobre 2023 |
| 3  | Moussa Fanta Camara   | ambassadeur         | 11 octobre 2023 | En cours        |

## Employé éminent
- Ousmane Sankong - Talent guinéen travaillant au Japon

## Galerie

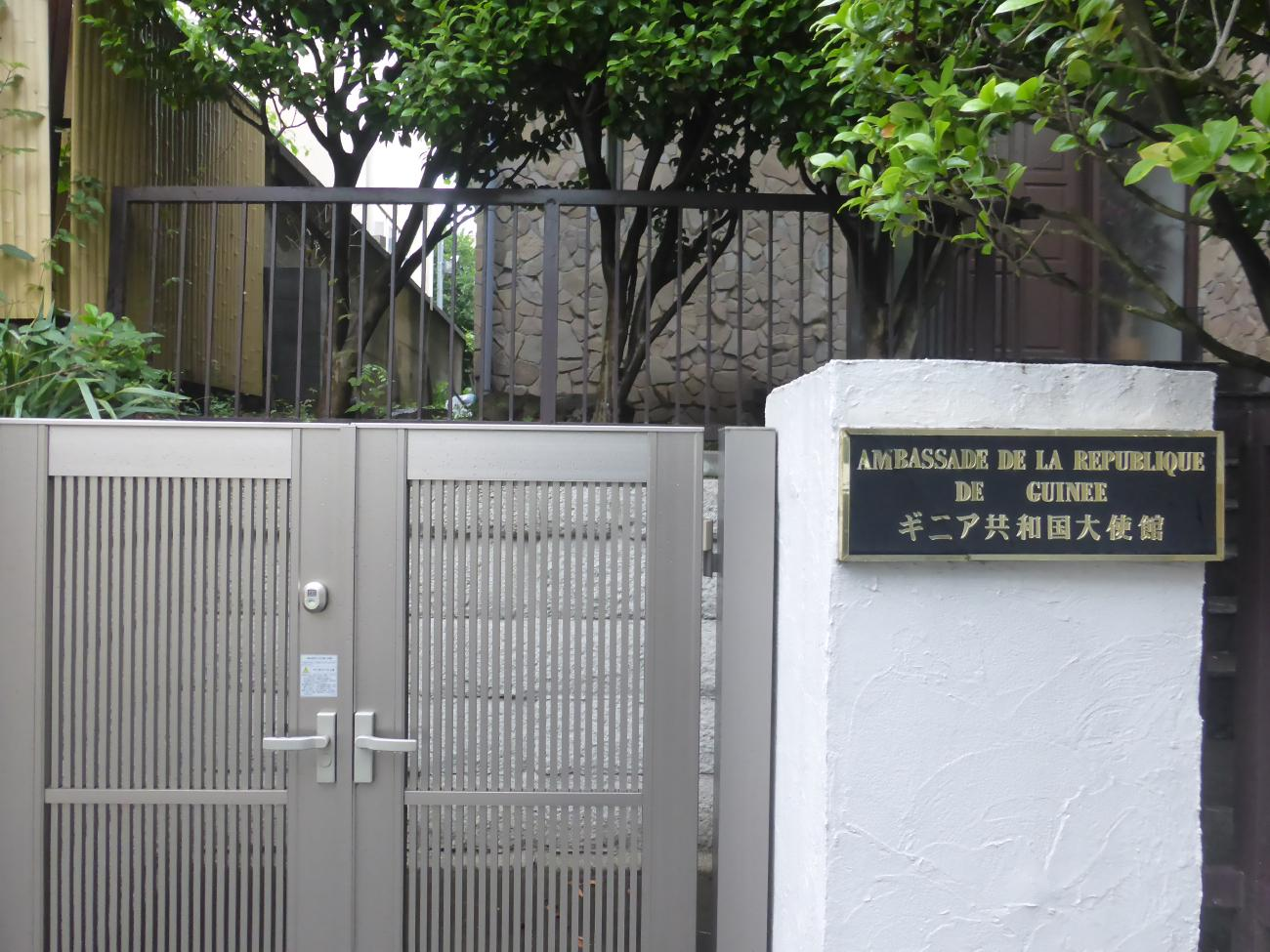
Plaque signalétique de l'ambassade de Guinée